# Gueimonde (Lugo)
Gueimonde (llamada oficialmente San Mamede de Gueimonde) es una parroquia y una aldea española del municipio de Pastoriza, en la provincia de Lugo, Galicia.

## Organización territorial
La parroquia está formada por cuatro entidades de población:
- Castro (O Castro)
- Gueimonde
- Mazón
- Sinde

## Demografía

### Parroquia
| Gráfica de evolución demográfica de Gueimonde (parroquia) entre 2000 y 2020 |
|                                                                             |
| Datos según el nomenclátor publicado por el INE.                            |

### Aldea
| Gráfica de evolución demográfica de Gueimonde (aldea) entre 2000 y 2020 |
|                                                                         |
| Datos según el nomenclátor publicado por el INE.                        |